# Leonardo Morales
Sandro Leonardo Morales (ur. 11 kwietnia 1991 w Villa Urquiza) – argentyński piłkarz występujący na pozycji środkowego obrońcy, od 2019 roku zawodnik Gimnasii La Plata.